# Zisterzienserinnenabtei Voisins
Die Zisterzienserinnenabtei Voisins war von 1214 bis 1778 ein Kloster der Zisterzienserinnen in Saint-Ay, Département Loiret, in Frankreich.

## Geschichte
Ein 1207 im Wald von Bucy-Saint-Liphard begründetes Mönchskloster wurde 1212 vom Bischof von Orléans durch einen Zisterzienserinnenkonvent ersetzt, der 1214 wenige Kilometer südlich nach Saint-Ay (zwischen Orléans und Meung-sur-Loire) in den Weiler Voisins wechselte. Ab 1563 wurde die Äbtissin nicht mehr vom Konvent gewählt, sondern vom König ernannt. Das im 17. Jahrhundert jansenistisch gewordene Kloster erlitt im 18. Jahrhundert einen Niedergang (ab 1749 ohne Äbtissin). 1778 wurde es mangels Nonnen aufgelöst. Die verbliebenen Güter gingen an die Zisterzienserinnenabtei Lieu-Notre-Dame (Romorantin-Lanthenay). Im 19. Jahrhundert kam es zum Abbau der Klostergebäude. Lediglich das Äbtissinnenhaus blieb als Schloss Voisins erhalten, das, nach verschiedenen privaten Besitzern, seit 2004 Sitz eines Vereins ist, der das frühere Klostergelände in ein Herboretum (Biotop mit Obstbäumen, Heilpflanzen, Garten- und Parkanlagen) umgewandelt hat.

### Handbuchliteratur
- Gallia Christiana, Bd. 8, Spalte 1588–1591 (mit Äbtissinnenliste)
- Laurent Henri Cottineau: Répertoire topo-bibliographique des abbayes et prieurés. Bd. 2. Protat, Mâcon 1939–1970. Nachdruck: Brepols, Turnhout 1995. Spalte 3416.
- Bernard Peugniez: Le Guide Routier de l’Europe Cistercienne. Editions du Signe, Straßburg 2012, S. 115.
- Gereon Christoph Maria Becking: Zisterzienserklöster in Europa. Kartensammlung, Lukas Verlag Berlin 2000, ISBN 3-931836-44-4, Blatt 63 A.